# Teruyoshi Ito
Teruyoshi Ito (n. 31 august 1974) este un fotbalist japonez.

## Statistici
| Japonia | Japonia | Japonia |
| An      | Meciuri | Goluri  |
| ------- | ------- | ------- |
| 1997    | 1       | 0       |
| 1998    | 1       | 0       |
| 1999    | 7       | 0       |
| 2000    | 7       | 0       |
| 2001    | 11      | 0       |
| Total   | 27      | 0       |